# 鋼鉄の咆哮3 ウォーシップコマンダー
鋼鉄の咆哮3 ウォーシップコマンダー（くろがねのほうこうスリー ウォーシップコマンダー）は、マイクロキャビンが開発し、コーエーから2004年に発売された第二次世界大戦期を題材にした海戦アクションゲームで、鋼鉄の咆哮シリーズのWindows版第3作である。（ただし『2EK』を独立した1作として数えれば第4作、さらにPS2版のWSGも含めれば第5作である。）。しばしば『3』、あるいは『無印3』等と略される（以下、『3』と略記）。
ゲームシステムについてはシリーズ項目参照。

## ストーリー
1931年、南極大陸の新独立国家より、「レアメタル」と呼ばれる新合金が発見され、新たなエネルギー発生装置が開発された。列強諸国はこの装置を用い、こぞって「超兵器」を建造、さらには連合軍と枢軸軍に分かれて覇権を争う様になった。この状況を危惧した新独立国家は「レアメタル」の輸出を禁止、列強は相次いで新独立国家に宣戦布告してきた。プレイヤーは新独立国家の部隊を率い、祖国を侵略の手から守る為、列強に立ち向かう。

## 特徴と変更点
『1』から『2EK』までは2D画面だったものが、『3』では3D化され、自作艦の姿を3Dで見られるようになった。
『3』では自艦と最大3隻の従属艦で構成する「主力艦隊」（『2EK』と同様に従属艦も自作艦から選択できるが、今作では自艦も船体に応じた編成値が設定されるため、総獲得編成値を上回る自艦は必然的に使えないことになる）の他に、最大4隻から成る「支援艦隊」を最大3部隊投入することが出来る。つまり、最大16隻の艦船を1マップに侵攻させることが出来る。また、航空機部隊に個別の指令を出す事が出来るようになったり、戦略爆撃機への爆撃支援要請や揚陸隊の存在など、戦略要素が以前のシリーズに比べ大幅に高まっている。
従来、設計を行えたのは水上艦（空母、戦艦、巡洋艦、駆逐艦、 航空戦艦）だけであったが、、『3』では潜水艦と潜水空母、航空機の設計も可能になった。さらに、航空機については今まで1部隊内への異なる機種の混在が出来なかったが、今作ではそれも可能になっている。同時に航空機には経験値も設定され、同じ部隊を使い続けることにより性能を向上させる事も出来る。
また、今までプレイヤーが設計できなかった「超兵器」艦船の設計・使用も条件付では有るが可能となっている。
それと漂流兵の扱いは再び変わり、回収による耐久力回復メリットは無くなり、おまけステージ出現などに関わる「階級」の増加に必要となるだけとなった。しかし、耐久力回復については今作から、機関停止状態で待機する事により耐久力を60%まで回復・殆どの2次災害を回復する応急修理、ステージ各所に点在する修理ドック内で機関停止状態で待機する事により耐久力・燃料を全快し全ての2次災害を回復する完全修理が何度でも行なえる為、その点では以前のシリーズに比べ遥かに楽になっている。
要所要所でルート選択の場面があり、それによって攻略ステージや結末が変化する「マルチシナリオ」を採用した。(それまでの戦闘中でのフラグで分岐する最終2エリア以外は、一度訪れれば以前のシリーズと同様にエリアごとではあるものの、繰り返しやり直すことが可能。最終2エリアの分岐は特定のエリアの再チャレンジ及びフラグ立てによって操作することが可能)
発売当初の初期版はバグが多かったが、公式サイトより配布された修正パッチによりほとんどが修正された。またバグの修正だけでなくミッションの内容修正、エフェクトや敵の挙動にも手が加えられ、演出面も強化される。ただし入手にはシリアルコードが必要なため、中古で購入した場合は既に使用されており入手不可能な場合がある。ソースネクスト版では最初からパッチが適用されている。

## 登場超兵器
パッチの適用により性能が変化（例外もあるが強化されるボスが多い）する他、ここでは修正パッチを適用した状態（攻略本のデータと同様）での解説をする。またパッチ適用により撃沈演出や艦載機の発艦方法等も修正が入っている。

超高速巡洋戦艦「シュトゥルムヴィント」
前作にも登場したドイツの超兵器であり、最大速力約70ノットの巡洋戦艦。プレイヤーが最初に遭遇するのは枢軸軍先遣艦隊の旗艦であり、アンゴラで最終調整が行われていた。船体側面に装備されたロケットエンジンにより、非常識的な速力を発揮するが、その反面装甲や兵装が犠牲になっている。35.6cm砲3基を主砲とし、船体側面には魚雷発射管を6基、艦尾には多数のVLSを搭載している他、バルカン砲や対潜ロケットも備えている。南アフリカ方面を選んだ場合、最初に遭遇する超兵器になる。ゲーム終盤では全性能が向上している改良型多く登場するため、かなりの数が量産されていたと思われる。
パッチ適用前は名前の通り装甲が薄い巡洋戦艦であるが、適用後は搭載している主砲を上回る装甲に強化されるため、巡洋戦艦の定義からは外れている。
超高速戦艦「インテゲルタイラント」
新登場の超兵器。ステルス性を重視したトリマラン形状の船体を有する高速戦艦。前作でプレイヤーが使用できた設計パーツ「特殊戦艦」と「米戦艦前艦橋γ」と非常に似ている他、アメリカの超兵器「リヴァイアサン」にも非常に似た形状を持つが、関連性は不明。
10基装備された長砲身のAGSが主砲であり、航空機の主翼に一撃で命中させられる程の正確な射撃ができる（ただしゲーム中のAGS砲で対空射撃はできない）他、艦前方と後方にはVLSを搭載している。艦最大速力は50ノット程度でシュトゥルムヴィントよりは遅いものの、耐久面では勝っている。Cエリアで遭遇するインテゲルタイラントは連合軍太平洋艦隊旗艦である。オセアニア方面を選んだ場合、最初に遭遇する超兵器になる。ゲーム後半には改良型も登場する。
超巨大ホバー戦艦「アルティメイトストーム」
新登場の超兵器。ホバー推進のため砂浜程度の陸地は易々と乗り越えられる上に、速力も軽く50ノット以上を発揮できる。海上から上陸して敵拠点に直接攻撃を仕掛けるために開発されたと思われる。大和型の主砲にも匹敵する45.7cm砲を主砲とし、副砲には高い命中精度を誇るAGSを搭載、船体後部には多数のミサイル発射機も備えている。初登場のCエリアでは2隻同時に出現する。改良型の「改アルティメイトストーム」も存在する。
超巨大二段空母「ペーターシュトラッサー」
前作にも登場した、二層構造の飛行甲板を持つ多段式空母。枢軸軍南極攻略艦隊の旗艦で、飛行甲板には鉄十字が描かれている。前作「鋼鉄の咆哮2」では光学兵器主体の装備と最大速力45ktの強力な超兵器だったが、本作では大幅に設定が変更されている。設計当初は戦艦として作られているため、強靭な防御力を備えている。兵装として43.2cm砲や多弾頭噴進砲、更にはミサイル発射機まで搭載しているため、戦艦並みの火力も持ち合わせている。
超巨大二段空母「改ペーターシュトラッサー」
ペーターシュトラッサーの改良型。ゲーム終盤に2隻登場する。装甲は対56cm砲防御に強化され、主砲が拡散荷電粒子砲に変更されている他、対空パルスレーザーやガトリング砲、多弾頭SSM発射機など、攻撃面、防御面が共に向上しており、速力も50ノットを超える。
超巨大高速潜水艦「アームドウイング」
新登場の超兵器。エイの様なデザインの高速潜水艦であり、速力は最大50ktを発揮できる。艦前方には大量の魚雷発射管を持ち、扇状に魚雷を発射可能な他、艦尾には小型潜水艦を発進させるハッチがある。兵装は多連装魚雷、多連装誘導魚雷、ミサイルを装備しており、小型潜水艦との飽和攻撃を行う。ゲームクリア後の特別作戦では強化されたユニットが2種類登場する。
アームドウイング以降の超兵器は中破するとBGMが変わるようになる（一部例外あり）が、連合軍側の曲は前作「エクストラキット」に登場した「超アルウス」が中破した際に流れたBGMのアレンジである。
超巨大高速潜水艦「超アームドウイング」
前記したアームドウイングの改良型の1体。特別作戦に登場する。
ゲーム内で登場するユニットと攻略本のデータでは大幅に性能が異なり、実際のゲーム内では「多連装光子/量子魚雷」という兵器を多数搭載している。名前の通りならば量子魚雷は重力場を、光子魚雷は衝撃波を発生させる兵器のはずだが、ゲーム中では着弾後の特殊効果が設定されていないため、通常の誘導魚雷とほぼ変わらない性能に収まっている。
超巨大要塞艦「ストレインジ・デルタ」
前作「鋼鉄の咆哮2」では偽装戦艦として登場したが、今作では飛行甲板、軍艦のドックを備えた要塞艦として登場する。艦尾には3つのハッチとドックがあり、多数の船を収納可能。Gエリアでは、大和型戦艦を上回る「ミシガン級」戦艦（架空）を3隻搭載している。広大な飛行甲板にはVLSやエレベーター、4つのアングルド・デッキと多数のカタパルトがあり、多数の艦載機のほか、大型爆撃機B-36を搭載している。兵装は45.7cm砲、AGS、ミサイル発射機や、艦周囲に大量の弾幕を張ることができる全方位機関砲を装備している。船体は5角形の形状をしており、更に超兵器の中で最大クラスの大きさを誇るため、速力は25ノットとかなり鈍足である。
パッチ適用前は中破したタイミングで全搭載ユニットを一斉に放出するが、適用後は体力低下に応じて複数回分けて出撃させるようになる。また適用前は搭載艦は格納庫の位置からずれることなく出撃するが、適用後は出現位置が艦中央に変更されたためか船体を左右突き抜けて出現するようになり、逆に演出面が悪化している。
超巨大双胴航空戦艦「近江」
新登場の超兵器。航空戦艦の弱点でもある搭載機の少なさを、双胴形式にすることにより大幅に増加させた。主砲には50.8cm砲2基6門、副砲には46.0cm砲3基9門を装備し、その他にもミサイル発射機、噴進爆雷砲などを搭載している。速力も比較的高く、40ノット以上を発揮できる。主砲を前部に集中配置しているため、艦尾方向が弱点である。連合軍のウェーキ島基地守備隊を壊滅させた模様。
パッチを適用すると艦載機の発艦演出が変更され、左右の甲板から別れて飛ばすようになる。
超巨大高速空母「アルウス」
第一作目である「鋼鉄の咆哮 ウォーシップコマンダー」から引き続き登場する超兵器。外見は現実のニミッツ級航空母艦に近い形状を持ち、前作同様に最大速力60ktを発揮する高速空母として登場するが、甲板には40.6cm砲15門を備え、ミサイル発射機、AGS砲等を搭載するようになっている。1隻で小国3個分に匹敵する航空戦力を有すると言われており、大型の戦略爆撃機等も搭載している。ゲーム開始時のプロローグ画面では、甲板に戦略爆撃機B-58が搭載されている他、なぜか画像が反転して使われている。ゲーム後半には改良型も登場する。
超巨大爆撃機「ジュラーヴリク」
新登場の超兵器、前進翼と3基のローターで飛行する複合ヘリコプター 。カムチャッカ半島攻略に出撃した枢軸軍の戦艦を含む14隻の艦隊をたった一機で全滅させている。大口径の356mmガトリング砲、魚雷、ミサイル等を搭載しており、変則的な動きをしながら飽和攻撃を行ってくる。連合軍所属であり、主翼と胴体には赤軍の識別マークと見られる赤い星が描かれている。
オープニング映像とプロモーションビデオにも登場する。オープニングでは戦艦、空母を含む合計10隻程の日本艦隊に攻撃を仕掛け、大和型に似た戦艦の上空に陣取り砲撃を加え即座に無力化、上空からの急降下爆撃にもものともせず、回避に失敗して突っ込んできた爆撃機をローターで叩き割る等、通常兵器とは一線を越えた性能を持つのがうかがえる。
パッチ適用前後で行動パターンが異なる。適用前はプレイヤーの近くに留まり、ホバリングの如く集中砲火を加える行動だが、パッチ適用後は周囲を飛び回るようになり、飛行行動もやや高くなる。
超巨大双胴戦艦「播磨」
前作にも登場した超兵器。戦艦を二隻横に並べ重厚な装甲と大量の兵装を搭載可能にした双胴戦艦。主砲には50.8cm砲10基30門、長射程の多弾頭ミサイルVLS２、光学兵器の怪力線照射装置などを装備しており非常に火力が高い。最大速力は36ktと平凡だが、双胴船特有の旋回性能は他の超兵器を圧倒する。呉基地で改装を受けており、劇中では「新兵器を搭載した」とあるが、これが何を指すのかは不明。
戦闘画面と攻略本とではデザインが大幅に異なる。
巨大戦艦「超大和」
前作までは通常の敵として登場していたが、今作では超兵器として登場した戦艦。大和型戦艦より一回りほど巨大な船体を持ち、主砲に50.8cm砲12門、副砲に20.3cm砲を装備し、光学兵器の怪力線照射装置も搭載している。量産型の超兵器で、12隻の建造が予定されており、横須賀海軍工廠で建造が進められていた。他の超兵器とは異なりノイズは発さない上に、アイテムも落とさない。枢軸国と同盟を結んだ場合、特定のステージで味方として登場する。
ディスクのバージョン違いにより、ゲーム中のモデリングに差異が見られる。
超巨大潜水艦(潜水空母)「ドレッドノート」
今までのシリーズと違い、飛行甲板を備えた潜水空母として登場。船体上部に可動式の飛行甲板を備えており、艦載機を発艦させる最には、アングルド・デッキのように可動させて利用する。ベンガル方面から枢軸軍を空襲したのはこのドレッドノートである。兵装は多連装魚雷、誘導魚雷、酸素魚雷、ミサイル、クラスター爆弾発射機、バルカン砲を装備している。前作同様に、状況に合わせて「超巨大潜水艦」、「超巨大潜水空母」と呼び別けられている。
連合国と同盟を結んだ場合、特定のステージで味方として登場する。
超巨大ドリル戦艦「荒覇吐」
第一作目である「鋼鉄の咆哮 ウォーシップコマンダー」から引き続き登場する超兵器。巨大ドリルを1基搭載し、側面にも巨大なソーを搭載した戦艦。初代鋼鉄の咆哮で使われていた「緑神」の二つ名が復活しており、船体色も緑になっている。セイロン島方面の連合軍は、この荒覇吐に襲撃され壊滅した。今作では大破させると船体を上下反転させて攻撃してくる。反転前後で兵装が違い、反転前は356mmガトリング砲、バルカン砲、クリプトンレーザー、噴進砲、反転後はプラズマ砲、拡散プラズマ砲、対空パルスレーザー、共通武装として多連装魚雷とミサイルを搭載している。
荒覇吐に限ったことではないが、ステージクリア後のイベント画像と戦術画面でのモデリングとでは、デザイン（3連装砲塔の基数）が異なる。
超巨大光学迷彩戦艦「シャドウ・ブラッタ」
第一作目から登場する「ブラッタ」系の超兵器。光学迷彩を装備した黒いカラーリングの超兵器で、そのため姿を視認することができない（環境設定によっては薄っすらと見える）。その特性により、枢軸軍のバレアレス諸島奇襲の際には、発見されずに射程圏内まで接近し、砲撃を加え占領した。双胴のSWATH船型を採用しており、シー・シャドウに酷似した艦体形状を有する。そのため枢軸軍艦隊から「無様な艦容だ」と評されるほど非常に奇抜な外観で、そのためか他の超兵器に比べ耐久面が貧弱である。今作では高速艦でもあり最大速力は50ktを超える。兵装は3基の50.8cm砲を主砲とし、副砲はAGSの中で最大威力を誇る280mmAGS砲である。旧作のブラッタ級も搭載していた「火炎放射砲」も装備している他、光学兵器のエレクトロンレーザーなども装備している。光学迷彩に膨大なエネルギーを消費するため、迷彩展開中は光学兵器が使用できない。耐久力が半分を下回ると光学迷彩を解除し、光学兵器を使用するようになる。
前作では姿が見えないのみだったが、今作の光学迷彩展開中は自動兵装（従属艦の自動攻撃も）を無効化する他、航跡の透明度が高く設定されており、他の艦船よりも航跡が目立たない。
超巨大レーザー戦艦「グロース・シュトラール」
前作から引き続き登場する、光学兵器を主力兵装とするレーザー戦艦。船体各部に高出力の光学兵器を搭載し、その圧倒的火力でティレニア海の連合軍の艦隊を全滅させている。艦橋の形状がムスペルヘイムとヴォルケンクラッツァーによく似ている。不規則な軌道を描くαレーザー、3本のレーザーがそれぞれ3つに分かれ、着弾地点に密集するβレーザー、目標地点から8つに分離し画面をなぎ払うγレーザー、拡散荷電粒子砲、対空パルスレーザー等、前作同様の高火力兵器を備える。改良型の「改グロースシュトラール」も登場する。枢軸軍所属。
超巨大地上戦艦「スレイプニル」
新登場の超兵器。その名のとおり地上を移動する超巨大戦艦であり、内陸からの攻撃により連合軍艦隊を壊滅させている。特殊な装置により上面からの攻撃をほぼ無力化しているため、決定的なダメージを与えることが出来ない。艦底に弱点があり、地上部隊による攻撃が有効とされている。装甲は超兵器の中で最大の対80cm砲防御を誇り、耐久力も他を圧倒する。艦尾には船体の半分はあろうかと思われる長砲身の砲を持ち、100cm砲や56cm砲、誘導荷電粒子砲や多弾頭SSM発射機、さらにはレールガンすら装備しているため、防御面だけではなく攻撃面も強力である。
地上部隊がいなくても撃破は可能だが、どの難易度でも防御重力場βと電磁防壁γと対80cm砲防御（プレイヤー側の最高装備に匹敵）を備えているため非常にタフである。地上部隊と同じ攻撃エフェクトの機銃や機関砲でも通常の敵よりも有効ダメージが与えられる。
パッチを適用すると、走行中に砂煙を上げる演出が追加される。
超巨大爆撃機「アルケオプテリクス」
パッチを適用すると出現するようになるキャラクター。前作から引き続き登場する超兵器だが、今作では味方としてのみ登場する。他の超兵器と違いデザインもあまり変わらず、逆ガルウィングに双胴形態、機体上部には戦艦クラスの砲を装備している他、ミサイルや爆弾を搭載している。連合国と同盟を結んだ際に味方としてのみ登場する。アンダマン海で救助した偵察機パイロットが搭乗しており、スレイプニル戦ではプレイヤー艦に借りを返すため増援として飛来する。
超巨大氷山空母「ハボクック」
前作にも登場した超兵器で、船体に特殊な氷を纏わせた氷山空母。アルウス以上の航空機搭載数を持ち、通常の艦載機の他にもアブロ バルカンやTSR-2などの戦略爆撃機を運用している。船体に損傷を負っても海水を凍らせ修復する回復能力を持つが、この特性故に火炎放射砲による攻撃が有効。前作同様、武装は56.0cm砲やガトリング砲、誘導荷電粒子砲など、戦艦以上の火力を備えているが、今作では新たに多連装誘導魚雷も追加された。リヴァイアサンの存在が確認されるまで連合軍最後の超兵器だと思われていた。
超巨大航空戦艦「ムスペルヘイム」
第一作目である「鋼鉄の咆哮 ウォーシップコマンダー」から引き続き登場する超兵器で、前作同様にペーターシュトラッサー級2隻と戦艦を合体させた三胴の超巨大航空戦艦となっている。ペーターシュトラッサー級は主砲、艦橋、対空砲数基が撤去されている。戦艦部位のシルエットはヴォルケンクラッツァーに非常に近い。3隻分の巨大な超兵器ノイズが出るため、ヴォルケンクラッツァーの存在が確認されるまで枢軸軍最後の超兵器だと思われていた。前作同様、重力砲や圧縮プラズマ砲、61cm砲は健在であるが、エクストラキットで搭載した光子榴弾砲も装備している。今作では空母部分を分離させることも可能になっており、3隻独立しての攻撃も行ってくる。超重力砲を装備した改良型の「改ムスペルヘイム」も登場する。
前作では左右非対称だったが、今作では右舷側のペーター・シュトラッサーが左右反対になっており、ムスペルヘイム全体のデザインは左右対称になっている。分離前に空母部分のみを破壊することも可能だが、今作では戦艦単体になっても艦載機を発艦させてくる。
パッチを適用すると、艦載機が左右の空母部分から別れて発艦するようになる。
超巨大戦艦「リヴァイアサン」
新登場の超兵器であり、連合軍の究極超兵器。耐久力、防御力、速度のバランスがすばらしく、これといった弱点が存在しない。名前は戦艦だが、飛行甲板を備えた航空戦艦である。インテゲルタイラントと同じくステルス性を重視したトリマラン形状の船体を持つ。兵装は長射程のレールガンや、大規模な爆発を引き起こす特殊弾頭ミサイル、レーザー兵器の中で最大威力のX線レーザーなどとかなり強力。戦闘時には専用BGMが流れる。ルートによっては最後のボスになる。大型レールガンは1門だが、どの難易度でもヴォルケンクラッツァーよりも1段階上の高性能の物を装備する（NORMALではレールガンⅡ）。
超巨大戦艦「ヴォルケンクラッツァー」
第一作目である「鋼鉄の咆哮 ウォーシップコマンダー」から引き続き登場する超兵器。リヴァイアサンと同じく究極超兵器だが、観測されたエネルギーはさらに大きい。前作の超ヴォルケンクラッツァーに近いデザインになっており、波動砲やレールガン、80cm砲、δレーザーなどは健在である。今作では新兵器の、光子榴弾砲と同様の衝撃波を発生させる「反物質ビーム砲」を装備している。戦闘時には従来の専用BGMが流れる。
パッチを適用すると、前作のような波動砲で氷山を粉砕する出現イベントが追加される。
超巨大攻撃衛星「ソヴィエツキー・ソユーズ」
新登場の超兵器であり、衛星軌道上に存在する超巨大軍事衛星。撃破するには『対宙レールガン』という特殊な装備が必要。 兵装はレールガンや特殊弾頭爆弾、光学兵器などを搭載している。修正パッチ適応前は衛星軌道上を飛行しないバグがあり、この状態では低空で通常の航空機と同じ挙動をする。本来の戦闘システムで戦うためにはパッチが必須である（ソースネクスト版では最初から適用されている）。
ゲーム中では攻略本に掲載されているユニットデータよりも大幅に強い。これはゲーム内で登場するユニットが強化型の「改ソヴィエツキ・－ソユーズ」であり、攻略本に掲載されているのは未使用（厳密に言うとKエリアのヴォルケンクラッツァー撃破後に登場する没フラグが存在し、最終ボス扱いだった）の「通常のソヴィエツキー・ソユーズ」だからである。
また攻略本には「戦闘機のAAMでもダメージが与えられる」と記載されているが、対宙レールガン以外にダメージを与える方法は無い。
超巨大円盤型爆撃機「ヴリルオーディン」
鋼鉄の咆哮シリーズより前に発売した「紺碧の艦隊2」より登場する円盤機。円盤型の機体に森林迷彩、4基の50.8cm砲やX線レーザー、拡散リングレーザーなど、武装は前作『エクストラキット』とほぼ変わらないが、デザインはPlayStation 2版『鋼鉄の咆哮2 ウォーシップコマンダー』の物に近くなり、かなり平べったくなっている。5機同時に出現するが、その内の一機は改良型の「改ヴリルオーディン」であり、非常に性能が高い。
パッチを適用すると、消えていたポリゴンが正常に表示される他、3Dモデルが二回りほど巨大化、ジュラーヴリク同様に飛行高度が高くなる。